# Carl-Hermann Mueller-Graaf
Carl-Hermann Mueller-Graaf (ur. 8 maja 1903 w Świętochłowicach, zm. 20 grudnia 1963 w Bernie) – niemiecki dyplomata, prawnik.
Był synem dr Carla Müllera, który pracował od 1900 roku w szpitalu w Piaśnikach. Po ukończeniu nauki w Katowicach, Naumburg (Saale) oraz w Chorzowie podjął i zakończył studia prawnicze na uniwersytecie w Gießen oraz Uniwersytecie Wrocławskim. W Gießen był członkiem korpusu Teutonia.
W 1935 roku trafił na urzędnicze stanowisko w Ministerstwie Gospodarki III Rzeszy. W 1937 wstąpił do partii nazistowskiej. W 1945 był negocjatorem w sprawie przemysłu energetycznego w Bernie, gdzie został poważnie chory i musiał poddać się operacji. Podczas pobytu rekonwalescencyjnego w Adelboden pisał pod pseudonimem Constantin Silens pracę „Zła droga i nawrócenie. Refleksje na temat losu Niemiec” (Bazylea 1946).
PO wojnie, podczas procesu przed trybunałem, został sklasyfikowany jako „nie biorący uczestnictwa” i mógł czynnie wrócić do służby państwowej. W lutym 1953 był zastępcą dyrektora Departamentu Polityki Handlowej w Federalnym Ministerstwie Gospodarki. Od 1955 był pierwszym niemieckim ambasadorem po II wojnie światowej w Wiedniu, a od 1961 był niemieckim ambasadorem przy Organizacji Współpracy Gospodarczej i Rozwoju w Europie (OECD). Szczególnym osiągnięciem misji dyplomatycznej były negocjacje w sprawie reparacji wojennych dla Austrii oraz załagodzenie stosunków między Niemcami a Izraelem.